# 星方天使
《星方天使》是以伊吹秀明的小說《星方遊擊隊Angel Links》為原案的SF動畫。於1999年4月至同年6月在WOWOW播放，共13話。

## 概要
與前作《星方武侠アウトロースター》一樣是中國風的未來世界作舞台的SF作畫。但兩者的故事與人物相關性並不大，只有兩者都有出現ヴァレリア與ドゥーズ。
前作的作畫監督之一的西田亜沙子于本作中昇格為人物設定。

## 故事簡介
16歲的美少女李美鳳繼續祖父的遺志，成為大財閥「天環集團」的總帥。依照祖父的遺言，挑選部下，創辦免費退治宇宙海盜的事業。
因此，保護宇宙船，免除盜賊威脅的私人警備機構《Angel Links》成立。

## 人物簡介

### Angel Links
李美鳳（Ri Meifon，聲優：柚木涼香）
司令官。
飛田鴻星（Kosei Hida，聲優：緑川光）
副官。
薇蕾莉亞．貝爾特妮（Valeria Vertone，聲優：田中敦子）
前愛因荷爾帝國的作戰指揮官，現為Angel Links的作戰參謀。
鐸茲．德拉庫斯．雷庫斯（Dooes Deluxe Rex，聲優：内海賢二）
Angel Links的白兵戰隊長。
太飛（Tafai）
由異星人的科技誕生，以液態金層組成的生物
伊莉莎白・愛哈拉・張（Elizabeth Aihara Chang，聲優：大野まりな）
20歲，負責通信的操作員。
安妮（Anne Rapan，聲優：伊藤美紀）
32歲，負責雷達的操作員。
尼古拉・黎利（Nicola Neri，聲優：遊佐浩二）
33歲，操舵士。
賽爾修（Selju Jully，聲優：中井和哉）
26歲，負責航炮的操作員。
波依（Bowie Vallikuser Jr，聲優：伊藤美紀）
16歲，操舵士助手。
洛克（Dock Gaward，聲優：中嶋聰彥）
62歲，機械技師兼醫務員。

### 其他
雷恩．隆（Lion Low，聲優：林一夫）
彌生（聲優：田村由香里）
豪龍（Gouryu，聲優：高木渉）

## 製作人員
- 原作 - 矢立肇、伊東岳彦
- ストーリー原案 - 伊吹秀明
- 導演 - 山口祐司
- 系列構成 - 網谷正治
- 空想科学設定 - 堺三保
- メインキャラクター原案 - 幡池裕行
- 角色設計 - 西田亜沙子
- コンセプトメカデザイン - 宮武一貴
- メカニカルデザイン - 中原れい
- デザインワークス - 大輪充、秋山英一
- デザイン協力 - モーニングスター、箕輪豊
- キーアニメーター - 山口晋
- 美術導演 - 佐藤勝、加藤浩
- 色彩設定 - 小林美代子
- 攝影導演 - 伊藤修一、土岐浩司
- 音響監督 - 三間雅文
- 音楽 - 佐橋俊彦
- 製作人 - 古里尚丈、杉田敦
- 動畫製作 - 日昇動畫
- 製作 - サンライズ、萬代影視

## 主題歌
片頭曲「All My Soul」
作詞：松本花奈／作曲・編曲：TA,Cool／歌：NAWNAW
片尾曲「True Moon」
作詞：青木久美子／作曲・編曲：まきのさぶろう／歌：宮原理和子
挿入歌「DA・LI・A」
作詞：浅田直／作曲・編曲：大門一也／歌：宮原理和子

## 各話標題
| 話數     | 日文標題                            | 劇本     | 分鏡                   | 演出            | 作畫監督                      |
| -------- | ----------------------------------- | -------- | ---------------------- | --------------- | ----------------------------- |
| 第一章   | 天駆ける天使                        | 網谷正治 | 香川豊                 | 山本恵          | 西田亜沙子                    |
| 第二章   | 掃き溜めのメルヘン                  | 網谷正治 | 青木康直               | 渡邊哲哉        | 丸英男 鈴木勤(メカ)           |
| 第三章   | 誇り高き龍（ドラゴン）              | 高山治郎 | 山本裕介               | 山本裕介        | しんぼたくろう 米山浩平(メカ) |
| 第四章   | LiEF〜Living Ether Flier〜          | 高山治郎 | 小原正和               | 小原正和        | 山口晋                        |
| 第五章   | 星に降る雨                          | 小林靖子 | 山本恵                 | 山本恵          | 杉光登                        |
| 第六章   | クロスロード                        | 網谷正治 | 高本宣弘               | 吉村章          | 高橋晃                        |
| 第七章   | 天使と堕天使                        | 網谷正治 | 山本裕介               | 山本裕介        | しんぼたくろう 米山浩平(メカ) |
| 第八章   | ぼくの街（ふね）                    | 小林靖子 | 香川豊                 | 大野和寿        | 鈴木勤、小野学 大久保宏       |
| 第九章   | 良禽択木 （りょうきんはきをえらぶ） | 高山治郎 | 坂本郷                 | 小原正和        | 高橋晃                        |
| 第十章   | 遺されし者たち                      | 小林靖子 | 高本宣弘               | 鶴田寛 喜多幡徹 | 山口晋                        |
| 第十一章 | 0と1の狭間で                        | 網谷正治 | 青木康直 小原正和      | 吉村章          | 杉光登                        |
| 第十二章 | All My Soul                         | 高山治郎 | 高本宣弘 山口晋        | 山本裕介        | しんぼたくろう 米山浩平(メカ) |
| 第十三章 | 天使のかけら…                       | 網谷正治 | 大宙征基 坂本郷 山口晋 | 虎田功          | 西田亜沙子 山口晋             |

## 原聲集
- 「原聲集 VOL1 All My Soul」 APCM-5131
- 「原聲集 VOL2 True Moon」 APCM-5139

## 原作
星方遊擊隊Angel Links
1998年—1999年、富士見Fantasia文庫、作者：伊吹秀明
- 星方遊擊隊Angel Links 誕生篇 ISBN 4-8291-2803-8
- 星方遊擊隊Angel Links 激鬥篇 ISBN 4-8291-2834-8
- 星方遊擊隊Angel Links 歸還篇 ISBN 4-8291-2880-1
- 星方遊擊隊Angel Links 銀河爆鬥篇 ISBN 4-8291-2902-6

## 外部連結
- 星方系列Web （页面存档备份，存于）（日語）